# Arytaina pulchra
Arytaina pulchra är en insektsart som beskrevs av Crawford 1919. Arytaina pulchra ingår i släktet Arytaina och familjen rundbladloppor. Inga underarter finns listade i Catalogue of Life.